# Scalby, North Yorkshire
Scalby är en ort i civil parish Newby and Scalby, i kommunen North Yorkshire, i grevskapet North Yorkshire, i England. Orten hade 1 788 invånare år 2021. Civil parish hade 600 invånare år 1881. Byn nämndes i Domedagsboken (Domesday Book) år 1086, och kallades då Scalebi/Scallebi.